# Urera pacifica
Urera pacifica är en nässelväxtart som beskrevs av Victor W. Steinmann. Urera pacifica ingår i släktet Urera och familjen nässelväxter. Inga underarter finns listade i Catalogue of Life.